# Utrenie
Utrenia (denumită și mânecatul sau mânecândă) în liturgica creștină e una din cele șapte laude de peste zi care, de obicei, se citește după miezul nopții sau dimineața, foarte devreme, înaintea liturghiei.
Denumirea vine din cuvântul slavon utro - cuvânt care înseamnă dimineața).

## Structura generală a Utreniei Duminicii
În timp ce unele părți ale Utreniei urmează ciclul celor opt glasuri, altele urmează ciclul celor unsprezece Evanghelii ale Învierii (the eothina). 
- Utrenia Duminicii, când se ține ca slujbă distinctă de priveghere, începe cu exclamația preotului: "Binecuvântat este Dumnezeul nostru...", "Împărate Ceresc..." și Trisaghionul ("Împărate Ceresc..." este omis între Paști și Pogorârea Duhului Sfânt).
- Cântărețul sau citețul citește Troparele Împărătești: "Mântuiește, Doamne, poporul Tău și binecuvintează moștenirea Ta..."
- Preotul rostește o scurtă ectenie, în timp ce cădește altarul.
- Se citesc cei Șase Psalmi ai Utreniei: 3, 37, 62, 87, 102 și 142 (după numărătoarea din Septuaginta).
- Diaconul (sau, în unele Biserici, preotul) cântă Ectenia Păcii.
- Se cântă "Dumnezeu este Domnul" și troparul.
- Se citesc catismele.
- Ectenia mică.
- Sedealnele.
- Strana cântă binecuvântările Învierii (Bine ești cuvântat, Doamne, învață-mă îndreptările Tale).
- Diaconul (sau preotul, în unele Biserici) rostește din nou Ectenia mică.
- Cântărețul citește ipacoiele, ca pregătire pentru citirea Evangheliei.
- Se cântă Cântările Înălțării.
- Se cântă prochimenul.
- Urmează ciclul de rugăciuni ale Evangheliei: diaconul rostește chemarea: "Domnului să ne rugăm...", preotul răspunde cu o rugăciune, iar strana cântă de trei ori: "Toată suflarea să laude pe Domnul". Preotul citește una din cele unsprezece Evanghelii ale Învierii, fiecare din acestea prezentând câte o parte din relatarea biblică a Învierii, deoarece este Duminică, praznicul Învierii. Strana cântă Învierea lui Hristos văzând....
- Se cântă (citește) Psalmul 50.
- Apoi se cântă următoarele:

"Slavă..." "Pentru rugăciunile Apostolilor Tăi..." "Și acum...",  "Pentru rugăciunile Născătoarei de Dumnezeu...", "Miluiește-mă, Dumnezeule...", "Înviind Iisus din mormânt..."
Însă în Duminicile Triodului (cu excepția Duminicii Floriilor sau a celei în care se întâmplă să cadă Bunavestire), se cântă:
"Slavă..." "Ușile pocăinței..." "Și acum..."  "Călăuzește-mă în calea mântuirii..."  "Miluiește-mă, Dumnezeule..." "Când mă gândesc la mulțimea răutăților mele..."
- Diaconul se roagă: "Mântuiește, Dumnezeule, poporul Tău și binecuvintează moștenirea Ta..."
- Se cântă canoanele: prima și a treia cântare (fiecare cântare începând cu un irmos și sfârșind cu o catavasie); ectenia mică; condacul pomenirilor secundare ale zilei; sedealnele; ectenia mică; a patra, a cincea și a șasea cântare; ectenia mică; condacul, icosul, sinaxarul (cu pomenirea sfinților zilei); a șaptea și a opta cântare.

 Observație: În parohiile de tradiție greacă, în zilele noastre catavasiile nu se cântă la sfârșitul fiecărei cântări, ci se cântă împreună la sfârșitul celei de-a opta cântări, iar Evanghelia Utreniei se citește atunci, mai degrabă decât înaintea canonului, cum s-a precizat mai sus. 
- Strana cântă Cântarea Maicii Domnului ("Mărește sufletul meu pe Domnul..."), în vreme ce diaconul cădește biserica.
- Se cântă a noua cântare, sfârșită cu catavasia.
- Diaconul rostește iarăși ectenia mică.
- "Sfânt este Domnul Dumnezeul nostru"
- Se cântă luminânda (imnurile legate de Evanghelia zilei, sau de praznicul zilei).
- Se cântă încet laudele (laude): "Toată suflarea să laude pe Domnul"), urmate de stihirile respective.
- Se cântă Doxologia mare.
- Ecteniile "Miluiește-ne, Dumnezeule..." și "Să plinim rugăciunea noastră cea de dimineață Domnului..."

 Observație: Conform practicii din parohiile de limbă greacă, aceste litanii și cele următoare sunt rostite cu voce joasă de către preot și diacon în timpul laudelor, dacă urmează să se slujească în continuare Sfânta Liturghie.
- Otpustul.

## Formele Utreniei
Slujba Utreniei este de șapte tipuri principale.

### Formele de bază
- Utrenia de Duminică: este cea mai lungă dintre slujbele obișnuite ale Utreniei. Dacă se slujește integral, poate dura până la trei ore. De regulă, cuprinde diferite canoane din Octoih, Triod și/sau Penticostar. În parohii, slujba este de multe ori scurtată. Adeseori, mai ales în practica slavă, ea este parte a privegherii.

- Utrenia zilelor săptămânii: - nu se face citirea din Evanghelie.

- Utrenia sărbătorilor - cuprinde și citirea din Evanghelie.

### Forme speciale
- Utrenia Postului Mare: - sunt adăugate imnuri și rugăciuni de pocăință.

Utrenii legate de sărbătoarea Paștilor:
- Utrenia Mirelui: - slujită Lunea, Marțea și Miercurea din Săptămâna Patimilor.

- Utrenia din Sfânta și Marea Joi: - cuprinde doisprezece citiri din Evanghelie; se cântă antifoane (preluate din alte slujbe). Troparul cântat după antifonul al XV-lea este: Astăzi s-a spânzurat pe lemn....

- Utrenia din Sfânta și Marea Sâmbătă -  cuprinde câteva elemente din slujbele de catedrală: ieșirea cu Sfântul Epitaf, citirea a trei pericope din Vechiul Testament, cu Apostolul și Evanghelia la sfârșit.

- Utrenia Sfintelor Paști. Aceasta se slujește din Duminica Sfintelor Paști până în Duminica Sfântului Toma. Cei șase psalmi și laudele nu fac parte din această slujbă.